# Trofeo Matteotti 1957
Il Trofeo Matteotti 1957, dodicesima edizione della corsa, si svolse il 27 ottobre 1957 su un percorso di 105 km. La vittoria fu appannaggio dell'italiano Silvano Ciampi, che completò il percorso in 2h29'23", precedendo i connazionali Pierino Baffi e Dino Bruni.

## Ordine d'arrivo (Top 10)
| Pos. | Corridore            | Squadra        | Tempo    |
| ---- | -------------------- | -------------- | -------- |
| 1    | Silvano Ciampi       | Faema-Guerra   | 2h29'23" |
| 2    | Pierino Baffi        | Arbos-Bif      | s.t.     |
| 3    | Dino Bruni           | Bianchi        | s.t.     |
| 4    | Diego Ronchini       | Bianchi        | s.t.     |
| 5    | Arrigo Padovan       | Atala          | s.t.     |
| 6    | Waldemaro Bartolozzi | Allegro        | s.t.     |
| 7    | Cleto Maule          | Torpado        | a 1'48"  |
| 8    | Alfredo Martini      | Leo-Chlorodont | s.t.     |
| 9    | Aurelio Cestari      |                | s.t.     |
| 10   | Silvestro La Cioppa  |                | s.t.     |